# Cuichapa, Moloacán
Cuichapa är en ort i Mexiko.   Den ligger i kommunen Moloacán och delstaten Veracruz, i den sydöstra delen av landet, 500 km öster om huvudstaden Mexico City. Cuichapa ligger 34 meter över havet och antalet invånare är 7 697.
Terrängen runt Cuichapa är platt. Runt Cuichapa är det ganska glesbefolkat, med 30 invånare per kvadratkilometer. Närmaste större samhälle är Las Choapas, 19,6 km öster om Cuichapa. Omgivningarna runt Cuichapa är en mosaik av jordbruksmark och naturlig växtlighet.